# Amy Pascal
Amy Beth Pascal (ur. 25 marca 1958 w Los Angeles) – amerykańska producentka filmowa, założycielka Pascal Pictures. Nominowana do Oscarów za filmy Czwarta władza i Małe kobietki oraz laureatka Złotego Globu za Spider-Man Uniwersum.

## Życiorys

### Dzieciństwo
Pascal urodziła się w Los Angeles, w stanie Kalifornia w żydowskiej rodzinie, jako córka Barbary i Anthony’ego H. Pascalów.
Uczęszczała do Crossroads School w Santa Monica.

### Kariera
W latach 1986–1987 była wiceprezesem wytwórni filmowej 20th Century Fox.
W latach 2006–2015 pełniła funkcję przewodniczącej Motion Pictures w Sony Pictures Entertainment i współprzewodniczącej SPE. Za jej kadencji doszło do włamania na serwery Sony Pictures w 2014 roku.
W 2015 roku założyła własną firmę produkcyjną – Pascal Pictures. Zadebiutowała ona filmem Ghostbusters w 2016. W 2017 roku wyprodukowała Spider-Man: Homecoming, Gra o wszystko i Czwarta władza. Otrzymała dwie nominacje do Oscara w kategorii najlepszy film za Czwartą władzę i Małe kobietki.

## Życie prywatne
W 1997 wyszła za mąż za Bernarda Weinrauba, dziennikarza i dramaturga. Para mieszka w Brentwood, w Los Angeles, z synem Anthonym.

## Filmografia
| Rok  | Tytuł                         | Reżyser                                     | Dystrybucja             | Budżet   | Przychód   | Ocena (wg RT) |
| ---- | ----------------------------- | ------------------------------------------- | ----------------------- | -------- | ---------- | ------------- |
| 2016 | Ghostbusters                  | Paul Feig                                   | Sony Pictures Releasing | $144 mln | $229.1 mln | 74%           |
| 2017 | Spider-Man: Homecoming        | Jon Watts                                   | Sony Pictures Releasing | $175 mln | $880.2 mln | 92%           |
| 2017 | Gra o wszystko                | Aaron Sorkin                                | STX Entertainment       | $30 mln  | $59.3 mln  | 82%           |
| 2017 | Czwarta władza                | Steven Spielberg                            | 20th Century Fox        | $50 mln  | $179.8 mln | 88%           |
| 2018 | Venom                         | Ruben Fleischer                             | Sony Pictures Releasing | $100 mln | $855 mln   | 28%           |
| 2018 | The Girl in the Spider’s Web  | Fede Álvarez                                | Sony Pictures Releasing | $43 mln  | $35 mln    | 41%           |
| 2018 | Spider-Man Uniwersum          | Bob Persichetti Peter Ramsey Rodney Rothman | Sony Pictures Releasing | $90 mln  | $358.7 mln | 97%           |
| 2019 | Spider-Man: Daleko od domu    | Jon Watts                                   | Sony Pictures Releasing | $160 mln | $1.1 mld   | 90%           |
| 2019 | Małe kobietki                 | Greta Gerwig                                | Sony Pictures Releasing | $42 mln  | $206 mln   | 95%           |
| 2021 | Venom 2: Carnage              | Andy Serkis                                 | Sony Pictures Releasing | –        | –          | –             |
| 2021 | Spider-Man: Bez drogi do domu | Jon Watts                                   | Sony Pictures Releasing | –        | –          | –             |